# بيتوخوفو
بيتوخوفو (بالروسية: Петухово) هي إحدى مدن روسيا في الكيان الفدرالي الروسي كورغان أوبلاست.